# Igor Larionov
Igor Nikolajevitsj Larionov (Russisch: Игорь Николаевич Ларионов) (Voskresensk, 3 december 1960) is een Sovjet-Russisch ijshockeyer.
Larionov won tijdens de Olympische Winterspelen 1984 en 1988 de gouden medaille met de Sovjetploeg en in 2002 de bronzen medaille met de Russische ploeg.
Larionov werd viermaal wereldkampioen. Larionov werd samen met Vjatsjeslav Fetisov in 1997 lid van de Triple Gold Club door met Detroit Red Wings de Stanley Cup te winnen.